# Gymnocheta zhelochovtsevi
Gymnocheta zhelochovtsevi là một loài ruồi trong họ Tachinidae.